# Староолексіївка
Староолексі́ївка (хутір Ней-Шпеєр) — село в Україні, у Вознесенському районі Миколаївської області. Населення становить 450 осіб. Входить до складу Веселинівської селищної громади.

## Населення

### Мова
Розподіл населення за рідною мовою за даними перепису 2001 року:
| Мова       | Кількість | Відсоток |
| ---------- | --------- | -------- |
| українська | 437       | 97.11%   |
| російська  | 9         | 2.00%    |
| румунська  | 4         | 0.89%    |
| Усього     | 450       | 100%     |

## Історія
Існує легенда, що давно у 15 столітті на місці села був степ. В сонячний день тим місцем проходив козак на йменян Олексій, він побачив джерело і випив звідти води. Йому сподобалась місцевість і він вирішив заснувати там поселення. Пізніше його родина переїхала на територію сучасної Староолексіївки. Село назвали Олексіївка, тобто Місце життя Олексія. 
7 (20) листопада 1917 року, відповідно до Третього Універсалу Української Центральної Ради, увійшло до складу Української Народної Республіки.  
До німецько-радянської війни це село називалось хутір Ней-Шпеєр (Новошпалярка), там проживали німці. У 1925—1939 роках село (під назвою хутір Ней-Шпеєр) входило до складу Карл-Лібкнехтівського німецького національного району Миколаївської округи (з 1932 — Одеської області).

## Загальні відомості
За селом знаходиться залізниця. Там знаходились склади з продовольчими товарами. Село оточено водою. Територію села окручує вода, насаджені посадки. Там чисте повітря, адже село знаходиться у відхилені від головної дороги. У селі є школа, дитячий садок, клуб, церква, медичний пункт, бібліотека та три магазини.
В Староолексіївці знаходяться фермерські господарства такі, як «ЛАН», «Варяг». Основним прибутком населення є робота на цих підприємствах. За дитсадком знаходиться невеличкий парк.